# Genaro... la brasa en casa
Genaro... la brasa en casa fue una serie de historietas cómicas creda por Mel para "El Jueves", en el 2005. Ocupaba habitualmente una página entera de cada número.

## Trayectoria editorial
Genaro... la brasa en casa se empezó a publicar en el número 1483 de la revista.
Periódicamente, la editorial la ha ido recopilando en forma de álbumes monográficos:
- 2007: Genaro... la brasa en casa
- 2008: Fotos de familia
- 2009: Grandes ratitos
- 10/08/2011: Familia Real[2]

## Características
Cada página de Genaro... la brasa en casa está constituida por cuatro tiras no directamente relacionadas entre sí, protagonizadas por un hombre de mediana edad, su esposa, sus dos hijos y su mejor amigo. 
Las situaciones cómicas derivan del conflicto generacional con los hijos, del diferente carácter de Genaro y su esposa, del contraste de la actitud más bien chapada a la antigua y tosca de Genaro con los nuevos trabajadores de su oficina, que son jóvenes muy preparados, etc.